# Kamil Saidov
Kamil Saidov (25 de janeiro de 1989) é um jogador de futebol tajique. Foi membro da Seleção Tajique de Futebol, participando nas Eliminatórias da Copa do Mundo FIFA de 2010 - Ásia.
Atualmente joga no clube tajique Regar-TadAZ.